# Ciocârlia, Constanța
Ciocârlia (în trecut Ciocârlia de Jos/Biulbiul-Mic, în turcă Küçük Bülbül) este satul de reședință al comunei cu același nume din județul Constanța, Dobrogea, România. Se află în partea central-sudică a județului, în Podișul Cobadin, la o distanță de 30 km de Constanța și la 18 km de Medgidia. La recensământul din 2002 avea o populație de 1619 locuitori.